# 1re série 1972/73
Die Saison 1972/73 war die 51. Spielzeit der 1re série, der höchsten französischen Eishockeyspielklasse. Meister wurde zum insgesamt 28. Mal in der Vereinsgeschichte der Chamonix Hockey Club. 

## Meisterschaft
- 1. Platz: Chamonix Hockey Club
- 2. Platz: Viry-Châtillon Essonne Hockey
- 3. Platz: Ours de Villard-de-Lans
- 4. Platz: Sporting Hockey Club Saint Gervais
- 5. Platz: Gap Hockey Club
- 6. Platz: Français Volants
- 7. Platz: CSG Grenoble
- 8. Platz: Club des Sports de Megève
- 9. Platz: Club des patineurs lyonnais
- 10. Platz: CPM Croix